# Marie Gabriela z Rottenhanu
Marie Gabriela z Rottenhanu (16. ledna 1784 Vídeň – 21. března 1863 Praha) byla rakouská šlechtična z původem francouzsko-bavorského rodu Rottenhanů. Provdala se za hraběte Jiřího Františka Buquoye a velkou část života prožila na zámku Červený hrádek u Jirkova, odkud úspěšně spravovala rozsáhlé červenohrádecké panství.

## Rodina

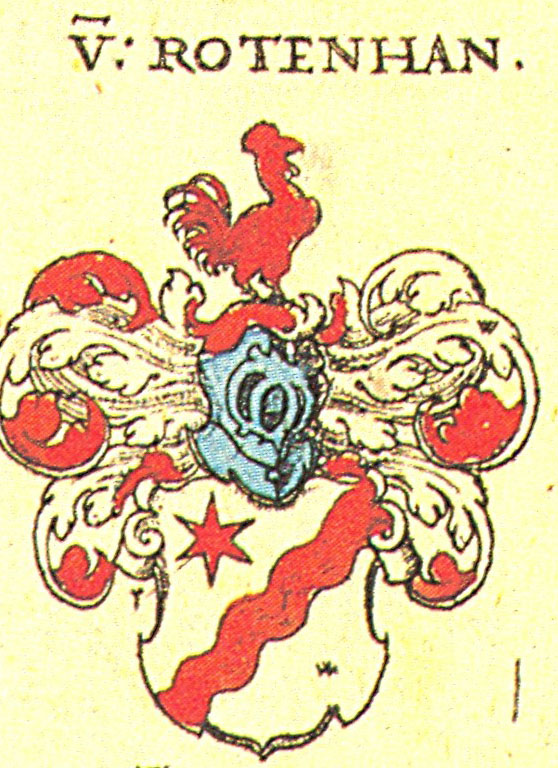
Erb Rottenhanů

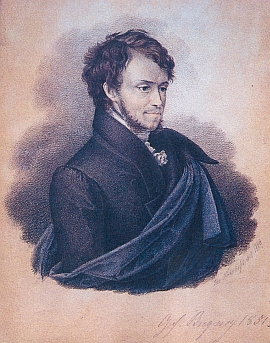
Gabrielin manžel Jiří František Buquoy

Marie Gabriela se narodila 16. ledna 1784 ve Vídni. Jejími rodiči byli hrabě Jindřich František z Rottenhanu a Marie Gabriela Černínová. Měla jedinou sestru Marii Isabelu (1774–1718), která se provdala za hraběte Jana Nepomuka Chotka. Po smrti rodičů spolu obě sestry vedly řadu právních sporů o majetek, které pokračovaly i po smrti Marie Isabely a definitivně vyřešeny byly až roku 1828.
Dne 15. července 1806 se Marie Gabriela provdala za hraběte Jiřího Františka Buquoye. Narodilo se jim pět dětí:
- Marie Tereza Isabela Buquoyová (20. září 1807 Nové Hrady – 20. prosince 1859 Dobříčany), provdaná za Vincenze Zessnera ze Spitzbergu[6]
- Marie Gabriela Isabela Buquoyová (3. března 1809 Praha – 17. března 1841 Červený hrádek)[6]
- Marie Anna Karolína (18. května 1811 Červený hrádek – 15. května 1898 Praha), provdaná za hraběte Bedřicha Josefa Deyma ze Stříteže[6]
- Marie Isabela (18. srpna 1812 – 9. září 1893), provdaná za Johanna Nepomuka Trauttmansdorff-Weinsberga[6]
- Jiří Jan Jindřich Buquoy (2. srpna 1814 Červený Hrádek – 2. září 1882 Baden-Baden)

Marie Gabriela zemřela dne 21. března 1863 v Praze.

## Správa panství
Správu červenohrádeckého panství převzala Marie Gabriela po své sestře někdy v letech 1809–1810 a legitimní majitelkou se stala nejpozději roku 1811. Aby se sestry majetkově vyrovnaly, převedla na Marii Isabelu svůj podíl zámku Jemniště. V roce 1832 rozšířila červenohrádecké panství o Přísečnici, kterou koupila od knížete Otty ze Šumburka, a roku 1839 přikoupila od královské komory panství Hauenštejn s Měděncem.
Hospodářskou situaci v té době komplikovaly napoleonské války a s nimi spojené přesuny vojsk. Roku 1809 okolí Jirkova sužoval oddíl vojáků z Vestfálska, ale nejhorší dobou se stal rok 1813 poznamenaný nájezdy Rusů, které vedl Alexandr I. Pavlovič, a nemoci, jež rozšířili vojáci utáboření ve Vinařicích.
Kromě správy panství se Marie Gabriela účastnila veřejného života a podporovala řadu organizací, jako byly Spolek přátel umění pro církevní hudbu v Čechách, Klárův slepecký ústav a Český umělecký spolek. Nejen na svém panství pořádala sbírky na podporu chudých. Dne 22. dubna 1848 osobně na svém panství zrušila poddanství.
Na Červeném hrádku hraběnka nechala výrazně upravit přilehlý krajinářský park, ve kterém založila nebo upravila řadu drobných staveb. V bezprostředním sousedství zámku zřídila klasicistní besídku ve stylu sala terreny, bažantnici nebo užitkovou zahradu se sady.
Náklady spojené s úpravami zámku nebo filantropií mohla Marie Gabriela financovat díky rozvinutému hospodářství, kterému se věnoval už její otec. Jádrem hospodaření byly železárny v Kalku a Gabrielině Huti. Spolu s Přísečnickým panstvím získala také Kovářskou a načas zachránila tamější železárnu před úpadkem. Podřídila ji většímu podniku v Kalku a roku 1834 oba provozy spojila přes Přísečnici nově postavenou silnicí. Jinou silnici nechala nákladem 170 tisíc zlatých vybudovat z Červeného Hrádku přes Boleboř do Kalku. V letech 1834–1849 vlastnila v březeneckou papírnu. Papírnu v Jirkově v obavách způsobených výhrůžkami zapálením raději v neklidné době po roce 1848 uzavřela. Podnikala také v uhelném průmyslu. V Horní Vsi v letech 1857–1865 provozovala hnědouhelný důl Milosrdenství Boží a od roku 1853 jí patřil většinový podíl v černouhelných dolech u Brandova.
K menším zakladatelským počinům patří například hospoda v Červeném Hrádku, Telšská myslivna nad údolím Bíliny nebo jirkovská škola přestavěná roku 1906 na spořitelnu.